# Kneuzing

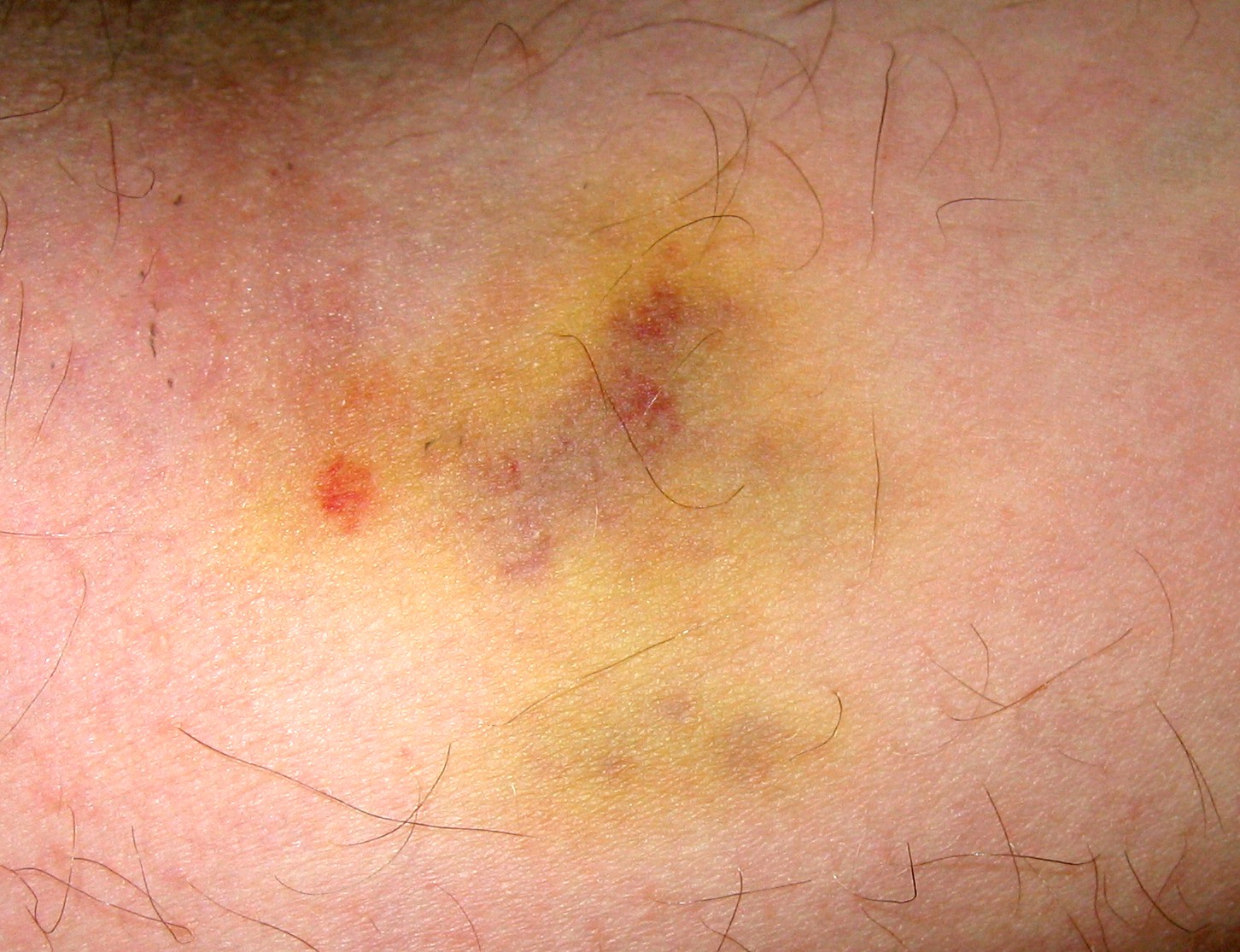
Bloeduitstorting bij een lichte kneuzing

Een kneuzing of contusie is een beschadiging van onderhuids weefsel door stomp geweld, bijvoorbeeld door vallen of stoten. De huid blijft aan de oppervlakte meestal intact. Een kneuzing gaat gepaard met een ontstekingsreactie en kan een oedeem of zwelling, pijn en een bloeduitstorting of blauwe plek veroorzaken, doordat de aders en haarvaten beschadigen. Toepassen van koude kompressen kan de zwelling en pijn binnen de perken houden. Een lichte kneuzing duurt gemiddeld drie weken, een zware kneuzing daarentegen twee keer zo lang, dus zes weken.